# Dragovanščak
 Dragovanščak  falu Horvátországban Zágráb megyében. Közigazgatásilag Jasztrebarszkához tartozik.

## Fekvése
Zágrábtól 36 km-re délnyugatra, községközpontjától 9 km-re északnyugatra a Plešivica-hegység délkeleti lejtőin az azonos nevű patak partján fekszik.

## Története
A települést 1249-ben még birtokként "terra Draguandol" említik először. 1450-ben "Dragowandol" néven szerepel. A tőle nyugatra fekvő Slavetić plébániájához tartozik.
A falunak 1857-ben 106, 1910-ben 190 lakosa volt. Trianon előtt Zágráb vármegye Jaskai járásához tartozott. 2001-ben 120 lakosa volt. 

## Lakosság
| Lakosság változása | Lakosság változása | Lakosság változása | Lakosság változása | Lakosság változása | Lakosság változása | Lakosság változása | Lakosság változása | Lakosság változása | Lakosság változása | Lakosság változása | Lakosság változása | Lakosság változása | Lakosság változása | Lakosság változása |
| ------------------ | ------------------ | ------------------ | ------------------ | ------------------ | ------------------ | ------------------ | ------------------ | ------------------ | ------------------ | ------------------ | ------------------ | ------------------ | ------------------ | ------------------ |
| 1857               | 1869               | 1880               | 1890               | 1900               | 1910               | 1921               | 1931               | 1948               | 1953               | 1961               | 1971               | 1981               | 1991               | 2001               |
| 106                | 112                | 138                | 154                | 190                | 190                | 216                | 244                | 242                | 244                | 244                | 193                | 159                | 181                | 120                |

## Külső hivatkozások
- Jasztrebaszka város hivatalos oldala
- E. Laszowsky: Stara hrvatska Županija Podgorska Zagreb 1899.